# Theonis, la donna dei faraoni
Theonis, la donna dei faraoni (Das Weib des Pharao) è un film muto del 1922 diretto da Ernst Lubitsch.

## Trama
Il Faraone Amenes riceve un messaggio dal re Samlak d'Etiopia, che propone un'alleanza da cementare con un matrimonio tra Amenes e Makeda, figlia di Samlak. All'arrivo dei due nobili etiopi, Ramphis, figlio di Sothis, capomastro del Faraone, vede Theonis, una schiava greca al soldo di Makeda, e se la prende e la porta a casa. Subito dopo, però, mentre tenta di baciare la giovane, quest'ultima si dirige verso la tesoreria, sotto cantiere, ignara che nessuno, pena la morte, ha il diritto di avvicinarvisi; e quando Ramphis la raggiunge, è ormai troppo tardi, e i due sono presi e portati al cospetto di Amenes. Quest'ultimo li condanna a morte e Theonis si getta ai suoi piedi e lo supplica di risparmiare Ramphis, in quanto è lei la sola responsabile; il Faraone accetta, ma a patto che lei accetti di sposarlo, mentre Ramphis viene condannato a lavorare per il resto della vita in una cava.
Inaspettatamente, il Faraone, rimasto infatuato dalla bellezza della greca, decide di prendere Theonis come sua regina, e Samlak, offeso dalla rottura degli accordi, si mette alla testa di un esercito per invadere l'Egitto. Intanto, Ramphis, dopo essere accorso per aiutare un suo compagno prigioniero alla cava, guida una ribellione e fugge nella confusione generale, alimentata dalla notizia dell'invasione etiope. Intanto, il Faraone, prima di partire, esige che Theonis giuri che non prenderà mai un altro uomo nel caso sia ucciso nella battaglia che seguirà; al suo rifiuto, la fa portare nella tesoreria, insieme al capomastro Sothis, che verrà poi accecato. Dopo che il Faraone parte per la guerra, viene costruito un accampamento; gli egiziani, però, vengono in seguito attaccati di sorpresa dagli etiopi e sgominati, e lo stesso Samlak colpisce il Faraone alla schiena con la sua stessa freccia; caduto dal suo carro, il Faraone supplica il re etiope di non fare del male a Theonis. Ramphis torna intanto alla città, e dopo aver scoperto che ne è stato del padre e di Theonis, entra nella tesoreria, con l'intento di uccidere la giovane, che considera rea dell'accecamento del padre, ma poi, dopo averla raggiunta, desiste e la risparmia.
Raggiunta la città, Samlak proclama alla popolazione terrorizzata che la risparmierà solo se gli consegneranno la regina. Theonis decide di concedersi all'etiope, ma Ramphis decide, da parte sua, di preparare un'imboscata nascondendosi all'interno della tesoreria; dopo che gli etiopi, Samlak in testa, entrano con forza nella città, gli egiziani li assaltano e li massacrano. Felici, Theonis sceglie Ramphis come suo re e marito, con grande delizia per gli abitanti. All'improvviso, però, Amenes ricompare, ancora vivo nonostante le ferite tremende e mortali, e il sommo sacerdote gli comunica che ha perso il suo trono, ma Theonis è ancora sua moglie. Poiché sono tutti consci che nessuno ha il diritto di sfidare la legge degli dei, Ramphis, disperato, si offre di restituirgli il trono in cambio di tenersi Theonis per sé. Quando la folla vede i due sposi lasciare il palazzo, li lapida a morte, nonostante Amenes tenti inutilmente di fermarli. Preso dai sensi di colpa per le sue azioni, il Faraone ritorna a sedersi sul suo trono, poi cade a terra, morto.

## Produzione
Il film fu prodotto dalla Ernst Lubitsch-Film in co-produzione con l'Europäische Film-Allianz.

## Distribuzione
Distribuito dalla Europäische Film-Allianz, venne presentato in prima al Criterion di New York il 21 febbraio 1922 e, quindi, il 14 marzo, in Germania, all'Ufa-Palast am Zoo di Berlino.